# Джефферсон (округ, Канзас)
Дже́фферсон (англ. Jefferson County) располагается в США, штате Канзас. По состоянию на 2010 год, численность населения составляла 5 799 человек. Получил своё название по имени третьего президента США Томаса Джефферсона.

## География
По данным Бюро переписи США, общая площадь округа равняется 1 442,5 км², из которых 1 388,5 км² суша и 53,9 км² или 3,74 % это водоемы.

### Соседние округа
- Атчисон (Канзас) — север
- Левенуэрт (Канзас) — восток
- Дуглас (Канзас) — юг
- Шони (Канзас) — юго-запад
- Джэксон (Канзас) — северо-запад

## Демография
По данным переписи населения 2000 года в округе проживает 18 426 жителей в составе 6 830 домашних хозяйств и 5 190 семей. Плотность населения составляет 13 человек на км². На территории округа насчитывается 7 491 жилых строений, при плотности застройки 5 строений на км². Расовый состав населения: белые — 96,70 %, афроамериканцы — 0,37 %, коренные американцы (индейцы) — 0,92 %, азиаты — 0,17 %, гавайцы — 0,01 %, представители других рас — 0,42 %, представители двух или более рас — 1,41 %. Испаноязычные составляли 1,28 % населения.
В составе 35,70 % из общего числа домашних хозяйств проживают дети в возрасте до 18 лет, 65,20 % домашних хозяйств представляют собой супружеские пары проживающие вместе, 7,00 % домашних хозяйств представляют собой одиноких женщин без супруга, 24,00 % домашних хозяйств не имеют отношения к семьям, 20,10 % домашних хозяйств состоят из одного человека, 9,30 % домашних хозяйств состоят из престарелых (65 лет и старше), проживающих в одиночестве. Средний размер домашнего хозяйства составляет 2,66 человека, и средний размер семьи 3,07 человека.
Возрастной состав округа: 27,40 % моложе 18 лет, 7,00 % от 18 до 24, 28,00 % от 25 до 44, 24,90 % от 45 до 64 и 12,80 % от 65 и старше. Средний возраст жителя округа 38 года. На каждые 100 женщин приходится 102,60 мужчин. На каждые 100 женщин старше 18 лет приходится 98,90 мужчин.
Средний доход на домохозяйство в округе составлял 45 535 USD, на семью — 50 557 USD. Среднестатистический заработок мужчины был 36 174 USD против 25 468 USD для женщины. Доход на душу населения был 19 373 USD. Около 5,30 % семей и 6,70 % общего населения находились ниже черты бедности, в том числе — 6,90 % молодёжи (тех кому ещё не исполнилось 18 лет) и 7,70 % тех кому было уже больше 65 лет.